# Moshe Zehavi
Moshe Zehavi (hebräisch משה זהבי; * 1968) ist ein israelischer Badmintonspieler, der im Parabadminton in der Startklasse WH2 an den Start geht und dabei drei Medaillen bei Weltmeisterschaften errang.

## Karriere
Bei der Weltmeisterschaft 2003 in Cardiff im Vereinigten Königreich belegte zusammen mit seinem Landsmann Yossi Baba die Bronzemedaille. Die Goldmedaille ging mit Amir Levi ebenfalls an einen Israeli; Silber gewann Quincy Michielsen aus dem Königreich der Niederlande. Im Herrendoppel gewann Zehavi im Team mit seinem Landsmann Makbel Shefanya ebenfalls die Bronzemedaille, ebenso das israelische Duo aus Oren Avraham und Moshe Bar-Hen. Wie im Einzel ging die Goldmedaille an Israel (Amir Levi und Yossi Baba) und die Silbermedaille an das Königreich der Niederlande (Ton Hollaar und Quincy Michielsen).
Zehavis größter Erfolg war der Gewinn der Silbermedaille beim Herrendoppel der Weltmeisterschaft 2005, die in Hsinchu in der Volksrepublik China ausgetragen wurde. Sein Spielpartner war sein Landsmann Makbel Shefanya; die Goldmedaille ging wie schon bei der Weltmeisterschaft davor an Amir Levi und Yossi Baba. Die Bronzemedaille gewannen Lee Dong-hwa und Park Kyung-seok aus der Republik Korea.